# Smith-Lemli-Opitz-Syndrom
Das Smith-Lemli-Opitz-Syndrom (SLO-Syndrom, SLOS) ist ein angeborenes autosomal-rezessiv vererbbares Fehlbildungs-Syndrom auf der Grundlage einer Genmutation. Typisch ist eine Stoffwechselstörung der Cholesterin-Biosynthese, bei dem eine verminderte Aktivität der 7-Dehydrocholesterol-Reduktase (DHCR7) besteht, wodurch es zu einem Mangel an Cholesterin kommt. Das SLOS ist auch unter dem Synonym RSH-Syndrom oder RSH-Syndrom (Opitz) bekannt. Das Akronym RSH bezieht sich dabei auf die Namen der ersten drei mit diesem Syndrom beschriebenen Patienten.

## Häufigkeit
Die Prävalenz des Syndroms beträgt in Europa etwa 1:60.000 bis 1:10.000; in beispielsweise Asien und Afrika kommt es noch seltener vor. Seit das Syndrom im Jahr 1964 erstmals unter wissenschaftlichen Gesichtspunkten von den Genetikern David W. Smith, Luc Lemli und John Marius Opitz beschrieben wurde, sind mehr als 300 Fälle publiziert. Überwiegend wird die Diagnose bei Jungen gestellt, wahrscheinlich da eine leichtere Ausprägung der Symptomatik bei Mädchen die Diagnostik schwieriger gestaltet.

## Ursache und Erbgang
Die Ursache des Smith-Lemli-Opitz-Syndroms wurde 1998 festgestellt, als auf Chromosom 11q13.4 Mutationen (es sind mittlerweile mehr als 70 bekannt) des 7-Sterolreduktase-Gens entdeckt wurden: Steven Tint und seine Mitarbeiter fanden dabei heraus, dass die körpereigene Produktion von Cholesterin bei Menschen mit dem Syndrom nicht funktioniert, da die Umwandlung des Cholesterin-Vorläufers 7-Dehydrocholesterol in Cholesterin durch einen Enzymdefekt nicht möglich ist. Dadurch kommt es zu einem Überschuss an 7-Dehydrocholesterol (7-DHC) und einem Defizit an Cholesterin. Die Art der Mutation beeinflusst die Ausprägung der Symptomatik.
Der Erbgang des Syndroms ist autosomal-rezessiv (Genort 11q13.4 / DHCR7), d. h. die Eltern tragen das fehlerhafte Gen in sich und beide geben es an ihr Kind weiter. Diese Kombination der fehlerhaften elterlichen Gene führt zur Entstehung des Smith-Lemli-Opitz-Syndroms beim Kind. Die Wahrscheinlichkeit, dass ein Elternpaar, das bereits ein Kind mit dem Syndrom gezeugt hat, bei einer Folgeschwangerschaft ein weiteres betroffenes Kind bekommt, liegt bei 25 %.

## Diagnose
Bei Ultraschalluntersuchungen im Rahmen von Pränataldiagnostik fallen oft typische körperliche Merkmale wie ein Wachstumsrückstand, ein unüblich kleiner Kopf, Herzfehler und/oder Fehlen einer Niere auf. Bei einer Amniozentese (Fruchtwasseruntersuchung) kann eine Mutationsanalyse vorgenommen werden (Bestimmung von 7-Dehydrosterol und Chorionbioptat).
Geübte Diagnostiker können zudem bereits vorgeburtlich beim Typ II des Syndroms einen sogenannten Pseudo-Hermaphroditismus nachweisen: Von den äußeren Genitalien her sind die Kinder weiblich, während ihr Karyotyp ein männlicher ist.
Im Urin der Schwangeren sind unphysiologische Steroide vorhanden und auch ein niedriger Plasma-Estriolspiegel kann nachgewiesen werden.
Nach einer gesicherten vorgeburtlichen Diagnose haben die Eltern die Wahl, die Schwangerschaft aus medizinischer Indikation abbrechen zu lassen oder sich auf die Geburt des Kindes vorzubereiten (z. B. Klinikwahl).
Nach der Geburt fallen die Kinder u. a. durch eine charakteristische Gesichtsform auf sowie durch besondere Stellungen der Extremitäten; andere Symptome führen zur Verdachtsdiagnose, der sich die genetische Untersuchung zur Diagnostik anschließt.
Der ICD-10-Code Q87.1 (Angeborene Fehlbildungssyndrome, die vorwiegend mit Kleinwuchs einhergehen) wird bei der Diagnose des Smith-Lemli-Opitz-Syndroms angegeben.

## Differentialdiagnostik
Differentialdiagnostisch sind abzugrenzen beim Typ I:
- Fetales Alkoholsyndrom
- Pallister-Hall-Syndrom
- McKusick-Kaufman-Syndrom
- Cornelia-de-Lange-Syndrom
- Pätau-Syndrom (Trisomie 13)
- ATR-X-Syndrom

und beim Typ II auch
- C-Syndrom
- Zellweger-Syndrom
- Hydroletalus-Syndrom
- Oro-fazio-digitales Syndrom
- Holoprosencephalie-Polydaktylie-Syndrom
- Mowat-Wilson-Syndrom
- Meckel-Syndrom.

## Symptome
Die Symptomatik ist variabel und ihr Schweregrad unterschiedlich. Beschrieben sind sowohl vor oder bald nach der Geburt tödlich (letal) verlaufende Ausprägungen mit vielen körperlichen Fehlbildungen (Smith-Lemli-Opitz-Syndrom Typ II) als auch milde Formen mit nur wenigen Merkmalen und guter Prognose zur Lebenserwartung. Je niedriger der Cholesterin-Wert ist, desto schwerer ist die Symptomatik des Syndroms ausgeprägt. Zu den als typisch geltenden Merkmalen zählen die folgenden Symptome, wobei nicht alle Kinder alle Kennzeichen in gleicher Ausprägung besitzen:
- Herzfehler (häufig Fallotsche Tetralogie, Vorhofseptumdefekt, Ventrikelseptumdefekte, Offener Ductus arteriosus)
- Mikrozephalie (ein vergleichsweise kleiner Kopf) mit vergleichsweise tief angesetzten Ohren
- herabhängende Augenlider (Ptosis / Blepharoptosis / „schwere Augen“), Epikanthus medialis (zusätzliche halbmondförmige Hautfalte an den inneren Augenwinkeln)
- nach oben gerichtete (antevertierte) Nasenlöcher, breite Nasenwurzel
- unregelmäßige Zahnabstände
- Katarakt (Grauer Star), Glaukom (Grüner Star)
- Syndaktylie 2/3 der Zehen, postaxiale Polydaktylie (zusätzliche Finger und/oder Zehen, meist in Form einer Hexadaktylie), kurze Daumen, Vierfingerfurche
- Hand- und Fußfehlstellungen
- Balkenagenesie oder -hypoplasie, Störungen der Gyrierung (Polymikrogyrie)
- Hypoplasie (Unterentwicklung) des Frontallappens und des Kleinhirns
- Holoprosencephalie, Hydrocephalie
- Mikroretrognathie (der Unterkiefer ist kleiner als üblich und zurückverlagert), Gaumenspalte
- Hodenhochstand, Hypospadie (Harnröhre mündet auf der Unterseite des Penis), Urethrastenose
- teils weibliche Genitalien bei Kindern mit männlichem Chromosomensatz
- Nierenagenesie (Fehlen einer Niere), Zystenniere, Hydronephrose (Harnstauniere), Nebennierenrindeninsuffizienz, Duplikatur der Harnröhre
- Verengung des Magenausganges (Pylorusstenose)
- Morbus Hirschsprung
- Erkrankungen der Leber
- Unterentwicklung der Lunge (Lungenhypoplasie), Fehlbildung der Lungenlappung
- Verhaltensstörungen: Unruhe, Schreianfälle, Schlafstörungen, selbstverletzendes Verhalten, autistische Züge (Störung der Kontaktaufnahmefähigkeit, Jaktation, stereotype Handbewegungen), Probleme bei der Nahrungsaufnahme (evtl. wird die Anlage einer Ernährungssonde nötig)
- Minderwuchs
- manchmal bleiben Lautsprachentwicklung und Entwicklungsschritte der Motorik (Laufen lernen) aus
- Körperbehinderung und kognitive Behinderung unterschiedlichen Schweregrades
- Empfindlichkeit gegen Licht (Photosensibilität)

## Entwicklung
Die Lebenserwartung ist in erster Linie abhängig von der Konzentration des Cholesterins im Organismus und der Schwere bzw. Behandelbarkeit von Organfehlbildungen (insbesondere im Bereich des Herzens und der Nieren). Während die meisten Babys mit extrem niedrigen Cholesterinwerten und/oder schwersten Fehlbildungen im Verlauf der ersten Monate nach der Geburt versterben, ist die Lebenserwartung weniger stark beeinträchtigter Kinder bei guter medizinischer und sozialer Betreuung nicht herabgesetzt. Ihre Entwicklung verläuft jedoch deutlich verzögert, sowohl im kognitiven als auch im motorischen Bereich. Es ist mit lebenslang bestehenden Behinderungen in diesen Bereichen zu rechnen; eine unabhängige Lebensführung ist in aller Regel nicht möglich.

## Therapie
Das Smith-Lemli-Opitz-Syndrom ist nicht ursächlich heilbar. Allerdings ist durch das Wissen um die Störung des Cholesterinstoffwechsels eine entsprechende Behandlung zum Ausgleich des Mangels durch die Gabe von Cholesterin möglich. Darüber hinaus sind viele Fehlbildungen der Organe operativ korrigierbar und auch andere Symptome (z. B. Sehschwierigkeiten) können behandelt werden. Da die meisten Kinder Ernährungsprobleme haben (wie Saug- und Schluckschwierigkeiten, gastroösophagealer Reflux, gestörte Magen-Darm-Peristaltik, häufiges Erbrechen) wird manchmal der Einsatz einer Magensonde nötig um die Nahrungsaufnahme zu gewährleisten. Oft ändert sich das problematische Essverhalten mit dem Ausgleich des Cholesterinwertes; auch Verhaltensauffälligkeiten können sich dadurch bessern.